# Галия (окръг, Охайо)
Окръг Галия (на английски: Gallia County) е окръг в щата Охайо, Съединени американски щати. Площта му е 1220 km², а населението - 31 069 души (2000). Административен център е село Галиполис.